# John Broadwood
John Broadwood (Cockburnspath, 6 ottobre 1732 – Londra, 17 luglio 1812) è stato un imprenditore scozzese, fondatore della società produttrice di pianoforti John Broadwood & Sons.

## Biografia
Broadwood nacque il 6 ottobre 1732 e battezzato il 15 ottobre 1732 a St Helens, Cockburnspath nel Berwickshire e crebbe a Oldhamstocks, East Lothian. Ereditò la professione di suo padre James Broadwood (n. 1697 Oldhamstocks), quella di un costruttore o falegname e da giovane camminò da Oldhamstocks a Londra, (una distanza di quasi 640 km), dove lavorò per il produttore di clavicembali Burkat Shudi. Burkat Shudi morì nel 1773 e John Broadwood assunse il controllo dell'azienda da suo cognato nel 1783.
Broadwood è accreditato, insieme a Robert Stodart, fondatore di un'altra famosa azienda produttrice di pianoforti, di aver aiutato Americus Backers a perfezionare la meccanica inglese per i pianoforti a coda, che rimase in uso da parte di molti produttori praticamente invariata per 70 anni e, nel caso di Broadwood, per oltre 100 anni e continuò ad essere utilizzata in varie forme migliorate fino ai primi anni del XX secolo. Col tempo le sue vendite di pianoforti superarono quelle dei clavicembali, al punto che cessò di produrre clavicembali nel 1793. Le altre innovazioni tecniche di Broadwood nella produzione di pianoforti includono: l'aggiunta di un ponte separato per le note basse, il brevetto del pedale del piano nel 1783 e l'espansione della gamma di cinque ottave allora standard verso l'alto di mezza ottava, in risposta a una richiesta di Dussek e poi di mezza ottava verso il basso.

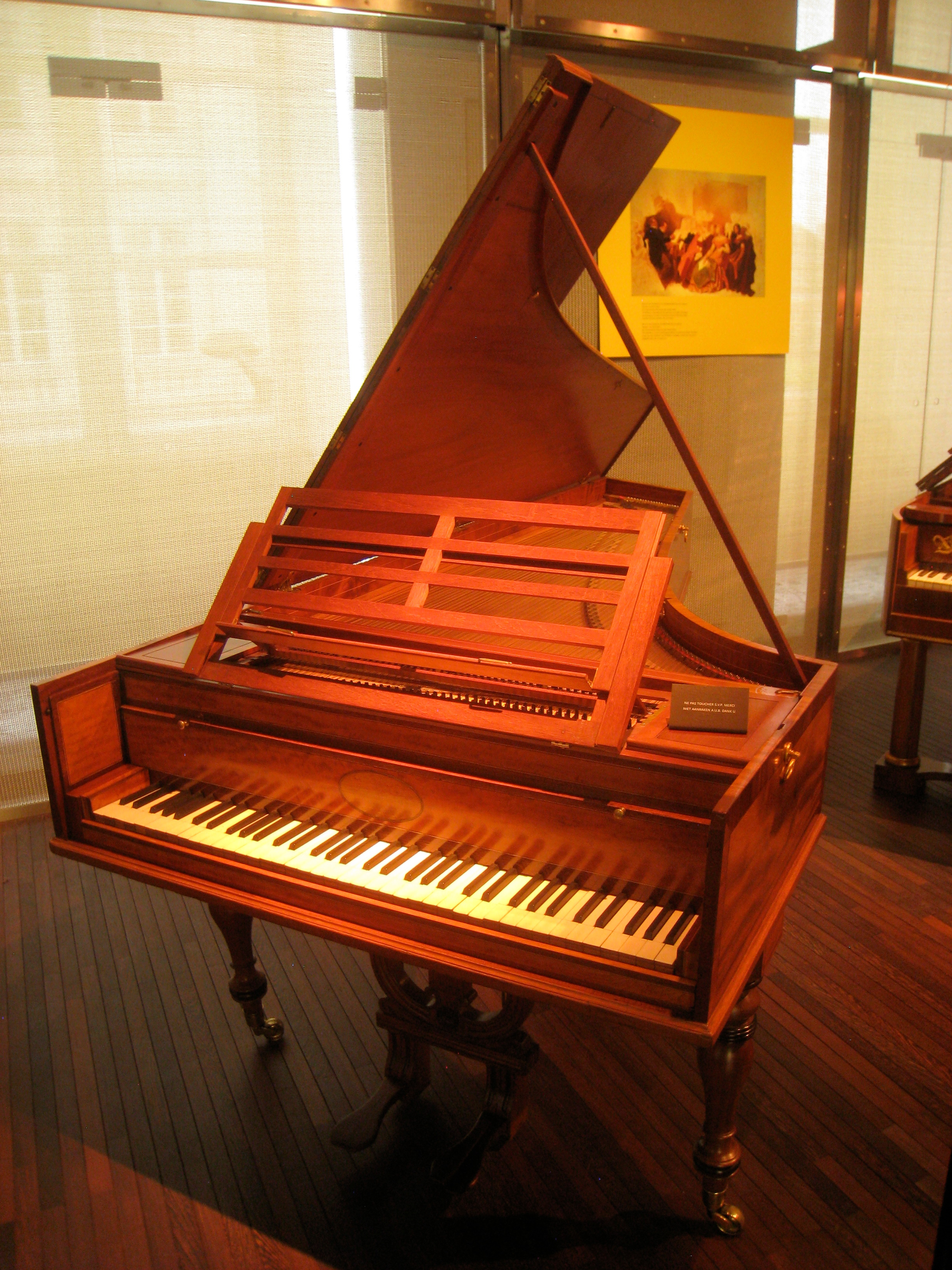
Un Broadwood a coda del 1810, ora al Museo degli strumenti musicali di Bruxelles

Come compagnia, Broadwood and Sons prosperò e passò nelle mani dei suoi figli, James Shudi Broadwood e Thomas Broadwood.
Morì a Londra il 17 luglio 1812.

## Famiglia
John sposò la figlia di Shudi, Barbara nel 1769. Ebbero quattro figli, poi Barbara morì. In seguito sposò Mary Kitson nel 1781 ed ebbe altri sei figli. Molti dei suoi discendenti furono impegnati nella produzione di pianoforte in Inghilterra e alcuni furono coinvolti nell'Esercito Inglese in India durante il regno della Regina Vittoria. Altri emigrarono in Australia, dove vivono ancora i discendenti di Broadwood. L'albero genealogico di Broadwood può essere fatto risalire al 1580 circa.
Il generale britannico Robert George Broadwood (1862-1917) era nipote di suo figlio Thomas (figlio della seconda moglie di John Mary Kitson) e Mary Athlea Matthews.